# Martine Sarcey
Pour les articles homonymes, voir Sarcey.
Martine Rouchaud, dite Martine Sarcey, est une actrice française, née le 28 septembre 1928 à Paris et morte le 11 juin 2010 dans la même ville.
Au cinéma on peut notamment retenir ses rôles dans Clérambard d'Yves Robert (1969), Un linceul n'a pas de poches de Jean-Pierre Mocky (1974), L'important c'est d'aimer d'Andrzej Żuławski (1975), Un éléphant ça trompe énormément d'Yves Robert (1976), Un moment d'égarement de Claude Berri (1977), L'Hôtel de la plage de Michel Lang (1978) ou encore  Profs de Patrick Schulmann (1985).
Bien qu'ayant beaucoup joué au théâtre, elle doit surtout sa notoriété à la télévision, grâce à des fictions comme La Porteuse de pain. Parmi les principales figures du doublage français entre 1943 et jusqu'aux années 2000, elle prête notamment sa voix à Audrey Hepburn dans la plupart de ses films, à Elizabeth Montgomery (Samantha) dans la série Ma sorcière bien-aimée ainsi qu'à Julie Andrews.

## Biographie
Martine Rouchaud est l'arrière-petite-fille du critique littéraire Francisque Sarcey (1827-1899) et du journaliste Jules Brisson (1828-1902), la petite-fille de la femme de lettres Yvonne Sarcey (1869-1950) et du journaliste Adolphe Brisson (1860-1925), la nièce du journaliste Pierre Brisson (1896-1964) et la fille de la journaliste Françoise Brisson, corédactrice en chef du quotidien Le Journal. Élève au Conservatoire national supérieur d'art dramatique de Paris, elle participe à quelques dramatiques radio avant de débuter sur scène en 1949 sous la direction de celui qui va devenir son mari, l'année suivante, le réalisateur Maurice Cazeneuve. Elle adopte le patronyme de son arrière-grand-père comme nom de scène.
Martine Sarcey se consacre parallèlement au doublage de films, notamment des westerns et des péplums, avant de devenir entre autres la voix française d'Audrey Hepburn dans la plupart de ses films à partir de 1958 ou, plus tard, d'Elizabeth Montgomery, notamment dans la série Ma sorcière bien-aimée du milieu des années 1960.
En 1952, elle donne naissance à son fils unique, Fabrice, qui deviendra réalisateur. Elle se sépare peu après de Maurice Cazeneuve pour devenir la compagne du comédien et metteur en scène Michel de Ré, rencontré lors d'une production au théâtre du Quartier latin.
Elle apparaît pour la première fois au cinéma en 1953 dans Nez de cuir d'Yves Allégret  et Agence matrimoniale de Jean-Paul Le Chanois. Elle tient de petits rôles dans Les Intrigantes (1954), Le Caïd de Champignol  (1965) ou encore Le Voleur (1967) de Louis Malle. Privilégiant dans les années 1960 le théâtre et le doublage, elle connaît à partir des années 1970 une activité florissante tant sur le grand que sur le petit écran.
Vedette des séries La Porteuse de pain (1973) et La Mort d'un touriste (1975), elle se voit confier au cinéma des rôles de quadragénaires désirables dans plusieurs comédies : À nous les petites Anglaises, Un éléphant ça trompe énormément (1976) et L'Hôtel de la plage (1978). Elle joue également le rôle du proviseur dans Profs (1985) de Patrick Schulmann.
À la télévision, elle joue encore dans Les Maîtres du pain (1993), Une belle journée (2001) et Dolmen (2005).
En 2004, elle reçoit le Molière de la comédienne dans un second rôle pour L'Inscription de Gérald Sibleyras. En 2007, l'association Souvenance de cinéphiles de Puget-Théniers lui décerne le prix « Reconnaissance des cinéphiles » pour l'ensemble de sa carrière.
Elle meurt d'une crise cardiaque à l'âge de 81 ans le 11 juin 2010 à Paris, puis est crématisée au crématorium du cimetière du Père-Lachaise. Ses cendres sont remises à la famille.

## Théâtre
- 1949 : Jeanne et ses juges de Thierry Maulnier, mise en scène Maurice Cazeneuve, parvis de la cathédrale de Rouen
- 1951 : L'Homme de cendres d'André Obey, mise en scène Pierre Dux
- 1951-1953 : La Reine-mère ou les Valois terribles, opéra bouffe de Pierre Devaux, musique Georges van Parys, mise en scène Michel de Ré, théâtre du Quartier latin
- 1953 : Les Aveux les plus doux de Georges Arnaud, mise en scène Michel de Ré, théâtre du Quartier latin
- 1954 : La Bande à Bonnot de Henri-François Rey, mise en scène Michel de Ré, théâtre du Quartier latin
- 1954 : La Tour Eiffel qui tue de Guillaume Hanoteau, mise en scène Michel de Ré, théâtre du Quartier latin
- 1955 : Clotilde du Nord de Louis Calaferte, mise en scène Michel de Ré, Comédie de Paris
- 1955 : L'Homme du destin de George Bernard Shaw, mise en scène Michel de Ré, théâtre de l'Alliance française
- 1955 : L'Oiseau parleur d'André de Richaud, mise en scène Michel de Ré, théâtre de l'Alliance française
- 1955 : Le Secret d'André de Richaud, mise en scène Michel de Ré, théâtre de l'Alliance française
- 1958 : L'Épouvantail de Dominique Rolin, mise en scène André Barsacq, théâtre de l'Œuvre
- 1958 : Les Carabiniers de Beniamino Joppolo, mise en scène Michel de Ré, théâtre d'Aujourd'hui
- 1959 : Becket ou l'Honneur de Dieu de Jean Anouilh, mise en scène de l'auteur et Roland Piétri, théâtre Montparnasse
- 1960 : Une demande en mariage de Simone Dubreuilh, mise en scène Michel de Ré, théâtre de l'Alliance française
- 1961 : La vie est un songe de Pedro Calderón de la Barca, mise en scène André Charpak, Festival de Montpellier
- 1961 : La Grotte de Jean Anouilh, mise en scène de l'auteur et Roland Piétri, théâtre Montparnasse
- 1962 : L'Amant complaisant de Graham Greene, mise en scène Daniel Leveugle, Comédie des Champs-Élysées
- 1963 : Les Enfants du soleil de Maxime Gorki, mise en scène Georges Wilson, théâtre national de Chaillot
- 1963-1964 : Un amour qui ne finit pas d'André Roussin, mise en scène de l'auteur, théâtre de la Madeleine puis théâtre des Célestins
- 1964 : Les Folies du samedi soir de Marcel Mithois, mise en scène Jacques Rosny, théâtre La Bruyère
- 1965 : Cet animal étrange de Gabriel Arout d’après Tchekhov, mise en scène Claude Régy, théâtre Hébertot
- 1966 : Don Juan aux enfers de George Bernard Shaw, mise en scène Raymond Gérôme, théâtre de la Madeleine
- 1967 - 1968 : Comme au théâtre de Françoise Dorin, mise en scène Michel Roux, théâtre de la Michodière puis théâtre des Célestins
- 1969 : Le Mariage de Figaro de Beaumarchais, mise en scène Jean Meyer, théâtre des Célestins
- 1970 : La Fuite de Mikhaïl Boulgakov, mise en scène Pierre Debauche, théâtre Nanterre-Amandiers
- 1970 : Et à la fin était le bang de René de Obaldia, mise en scène Michel de Ré, Festival de Vaison-la-Romaine
- 1971 : Un songe pour une nuit d'été de Michel de Ré, mise en scène de l'auteur, Festival de Vaison-la-Romaine
- 1971-1973 : Deux femmes pour un fantôme et La Baby-sitter de René de Obaldia, mise en scène Pierre Franck, théâtre de l'Œuvre puis théâtre des Célestins
- 1973 : L'Homme en question de Félicien Marceau, mise en scène Pierre Franck, théâtre de l'Atelier
- 1974 : Protée de Paul Claudel, mise en scène Jacques Rosny, théâtre Hébertot
- 1974 : L'Exil d'Henry de Montherlant, mise en scène Bernard Ristroph, Studio des Champs-Élysées
- 1975 : Les Secrets de la comédie humaine de Félicien Marceau, mise en scène Paul-Émile Deiber, théâtre du Palais-Royal
- 1976 : Don Juan de Max Frisch, mise en scène Jean-Pierre Miquel, Comédie-Française au théâtre de l'Odéon
- 1977 : Port-Royal d'Henry de Montherlant, mise en scène Jean Meyer, théâtre des Célestins
- 1978 : Les Folies du samedi soir de Marcel Mithois, mise en scène Jacques Rosny, théâtre La Bruyère
- 1980-1982 : Le Cœur sur la main de Loleh Bellon, mise en scène Jean Bouchaud, Studio des Champs-Élysées  puis théâtre des Célestins
- 1984 : Les Temps difficiles d'Édouard Bourdet, mise en scène Pierre Dux, théâtre des Variétés
- 1985 : Agnès de Dieu de John Pielmeier (en), mise en scène Andréas Voutsinás, Studio des Champs-Élysées
- 1988 : Une absence de Loleh Bellon, mise en scène Maurice Bénichou, théâtre des Bouffes-Parisiens
- 1989, 1990 : La Traversée de l'hiver de Yasmina Reza, mise en scène Patrice Kerbrat, Centre national de création d'Orléans, théâtre national de la Colline
- 1990 : La Société de chasse de Thomas Bernhard, mise en scène Henri Ronse
- 1995 : La Bonne Âme du Se-Tchouan de Bertolt Brecht, mise en scène Gildas Bourdet, théâtre de la Ville
- 1995 : Aimez-moi les uns les autres d'Alex Métayer, mise en scène de l'auteur, théâtre du Gymnase Marie-Bell
- 1997 : La Tempête de William Shakespeare, mise en scène Jean-Luc Revol, festival d'Anjou, La Criée
- 1999 : Les Madones de et mis en scène par Nathalie Akoun, théâtre de la Tempête
- 2003 : La Chatte sur un toit brûlant de Tennessee Williams, mise en scène Patrice Kerbrat, tournée
- 2004 : L'Inscription de Jean Dell et Gérald Sibleyras, mise en scène Jacques Échantillon, Petit Montparnasse
- 2005-2006 : Richard III de William Shakespeare, mise en scène Philippe Calvario, théâtre Nanterre-Amandiers, théâtre des Célestins, théâtre national de Bretagne, théâtre national de Nice, tournée
- 2009 : La Disparition de Richard Taylor d'Arnaud Cathrine, mise en scène Pauline Bureau

## Filmographie

### Cinéma
- 1952 : Nez de cuir d'Yves Allégret (figuration)
- 1952 : Agence matrimoniale de Jean-Paul Le Chanois : la jeune fille
- 1952 : Procès au Vatican ou La Vie de Sainte Thérèse de Lisieux d'André Haguet
- 1954 : Les Intrigantes d'Henri Decoin
- 1955 : Marie-Antoinette reine de France de Jean Delannoy
- 1956 : Alerte au Deuxième Bureau de Jean Stelli : Hélène
- 1963 : Méfiez-vous, mesdames d'André Hunebelle : Colette de Marval
- 1964 : Fifi la plume d'Albert Lamorisse
- 1966 : Le Caïd de Champignol de Jean Bastia : Madeleine
- 1966 : Le Voleur de Louis Malle : Renée
- 1968 : Salut Berthe ! de Guy Lefranc : Élisabeth Camberlin
- 1968 : La Leçon particulière de Michel Boisrond : la mère
- 1969 : Clérambard d'Yves Robert : Louise
- 1970 : Du soleil plein les yeux de Michel Boisrond : Jeanne, la mère de Vincent et de Bernard
- 1971 : Rendez-vous à Bray d'André Delvaux : Mme Hausmann
- 1971 : L'Homme au cerveau greffé de Jacques Doniol-Valcroze : Catherine Ponson
- 1971 : Aussi loin que l'amour de Frédéric Rossif : la jeune veuve
- 1974 : Les murs ont des oreilles de Jean Girault : Muriel Lenormand
- 1974 : Un linceul n'a pas de poches de Jean-Pierre Mocky : Madame Mardène
- 1975 : L'important c'est d'aimer d'Andrzej Żuławski : Luce
- 1976 : Un éléphant ça trompe énormément d'Yves Robert : Esperanza
- 1976 : À nous les petites Anglaises de Michel Lang : la mère de Jean-Pierre
- 1977 : La Preuve par six d'Armando Bernardi
- 1977 : Un moment d'égarement de Claude Berri
- 1977 : La Vie parisienne de Christian-Jaque : la baronne
- 1978 : Trocadéro bleu citron de Michael Schock : Hélène Lépervier
- 1978 : L'Hôtel de la plage de Michel Lang : Élisabeth Rouvier
- 1979 : Ciao, les mecs de Sergio Gobbi : Mathilde, la mère de Nicole
- 1980 : Deux Lions au soleil de Claude Faraldo : la femme du parc
- 1980 : Certaines nouvelles de Jacques Davila : Denise
- 1985 : Profs de Patrick Schulmann : la directrice
- 1986 : États d'âme de Jacques Fansten : la mère de Maurice
- 1988 : La Maison assassinée de Georges Lautner : Clorinde Dormeur
- 1993 : Dernier Stade de Christian Zerbib : Mme Delaunay
- 1995 : Jefferson à Paris de James Ivory : Head and Heart Game
- 1999 : La Maladie de Sachs de Michel Deville : Madame Destouches
- 2001 : Une belle journée de Frédérique Dolphyn : Marie
- 2002 : Au milieu de la nuit de Gaëlle Baron : la grand-mère
- 2004 : L'Équipier de Philippe Lioret : Jeanne âgée
- 2004 : Un 14 juillet de Nathalie Saugeon : la femme
- 2007 : Le Chant de la baleine de Catherine Bernstein : Irène
- 2008 : Humeurs et Rumeurs de Paul Vecchiali : Alexandra
- 2009 : Millefeuille de Christian Sonderegger (court métrage) : Irene Meyer

### Télévision

#### Téléfilms
- 1961 : L'Exécution de Maurice Cazeneuve
- 1961 : Un mariage sous Louis XV de Guy Lessertisseur : la comtesse de Candale
- 1962 : La Nuit des rois de Claude Barma d'après Shakespeare
- 1968 : Don Juan revient de guerre de Marcel Cravenne : la dame masquée
- 1970 : Un jeu d'enfer de Marcel Cravenne : Juliette Récamier
- 1971 : Au théâtre ce soir, Virage dangereux de John Boynton Priestley, mise en scène Raymond Rouleau, réalisation Pierre Sabbagh, théâtre Marigny : Freda
- 1971 : Yvette de Jean-Pierre Marchand : Octavie Obardi
- 1971 : La Duchesse de Berry de Jacques Trébouta : la duchesse
- 1972 : La Trève de Philippe Joulia
- 1972 : Au théâtre ce soir : Cet animal étrange de Gabriel Arout, mise en scène Michel de Ré, réalisation Pierre Sabbagh, théâtre Marigny : Elle / la dame / Valia / Mademoiselle / Madame / Macha
- 1976 : Le Voyage à l'étranger de Philippe Ducrest : Reine de Moressée
- 1979 : Le Facteur de Fontcabrette de Bernard Roland : Rose
- 1983 : Fou comme l'oiseau de Fabrice Cazeneuve : Mme Noblet
- 1983 : Dans la citadelle de Peter Kassovitz : Mme Barjois
- 1984 : Emmenez-moi au théâtre : Le Cœur sur la main de Loleh Bellon : Geneviève
- 1985 : Les Temps difficiles de Georges Folgoas : Charlotte
- 1988 : Staccato d'André Delacroix : Charlotte
- 1990 : Alcyon de Fabrice Cazeneuve : la mère
- 1992 : Princesse Alexandra de Denis Amar : l'abbesse
- 1995 : Sa dernière lettre de Serge Meynard : la grand-mère
- 1996 : L'Enfant sage de Fabrice Cazeneuve : la grand-mère
- 1997 : Une femme en blanc d'Aline Issermann : Mlle Jeanne
- 2000 : Que reste-t-il... d'Étienne Périer : Catherine
- 2003 : Un fils de notre temps de Fabrice Cazeneuve : l'acrobate
- 2008 : J'ai pensé à vous tous les jours de Jérôme Foulon : Denise
- 2010 : Les Mensonges de Fabrice Cazeneuve : Mme Lajeunie

#### Séries télévisées
- 1962 : La caméra explore le temps de Stellio Lorenzi (épisode 25 "Un crime sous Louis Philippe") : Henriette  Deluzy, la gouvernante.
- 1964 : Commandant X de Jean-Paul Carrère (saison 1, épisode 6) : Karin
- 1965 : Rocambole de Jean-Pierre Decourt (saison 3) : la folle / la princesse Nadeia
- 1966 : Les Cinq Dernières Minutes, épisode La Rose de fer de Jean-Pierre Marchand : Mme Mornand
- 1973 : La Porteuse de pain de Marcel Camus : Jeanne Fortier
- 1974 : Un curé de choc (26 épisodes de 13 minutes) de Philippe Arnal : la jeune femme
- 1975 : Splendeurs et misères des courtisanes de Maurice Cazeneuve d'après Honoré de Balzac : Delphine de Nucingen
- 1975 : Au théâtre ce soir : Les Derniers Outrages de Robert Beauvais, mise en scène Michel Roux, réalisation Pierre Sabbagh, théâtre Édouard-VII : Gretel
- 1975 : La Mort d'un touriste d'Abder Isker : Lydia  Baron
- 1977 : Les Folies-Offenbach de Michel Boisrond (saison 1, épisode 2) : l'impératrice Eugénie
- 1978 : Mazarin de Pierre Cardinal : Anne d'Autriche
- 1978 : Une femme, une époque
- 1978 : Ce diable d'homme de Marcel Camus (saison 1, épisodes 2 à 4) : Émilie
- 1979 : Les Amours de la Belle Époque de Jeannette Hubert : Julie
- 1979 : Le Petit Théâtre d'Antenne 2 : Le Passe-temps de Jean Archimbaud
- 1979 : Médecins de nuit de Nicolas Ribowski, épisode : Palais Royal' (série télévisée) : Madeleine
- 1980 : Les Folies du samedi soir de Jacques Brialy : Lucienne
- 1980 : La Sourde oreille de Michel Polac : la belle-sœur
- 1980 : Arcole ou la Terre promise de Marcel Moussy : Mme Dumourier
- 1981 : La Mémoire des siècles d'André Castelot et Jean-François Chiappe : Sophie Rostopchine, comtesse de Ségur
- 1982 : L'Esprit de famille de Roland-Bernard : Mme de Saint-Aimond
- 1988 : Les Enquêtes du commissaire Maigret, épisode Le Notaire de Châteauneuf de Gérard Gozlan : Lucie Motte
- 1989 : Le Grand Secret de Jacques Trébouta : Madame Fournier
- 1992 : Beaumanoir de Josette Paquin, Catherine Roche, Emmanuel Fonlladosa : Rose Monclar
- 1993 : Les Maîtres du pain d'Hervé Baslé : Marie Restou
- 1994 : Le Fils du cordonnier d'Hervé Baslé : le professeur
- 1997 : Docteur Sylvestre de Philippe Roussel (saison 3, épisode 1) : Renée Barthes
- 2003 : Maigret, épisode 44 : Signé Picpus de Jacques Fansten : Mme Lecloaguen
- 2003 : Les Cordier, juge et flic de Gilles Béhat (saison 11, épisode 3) : Maguy
- 2004 : Blandine l'insoumise de Claude d'Anna (épisode 5) : Odile Baudrier
- 2005 : Dolmen de Didier Albert : Jeanne Kermeur
- 2009 : Le juge est une femme de Denis Amar (saison 7, épisode 4) : Muriel Savin
- 2010 : Engrenages (saison 3)
- 2010 : Ceux qui aiment la France d'Ariane Ascaride : Maud, la mère de Catherine

## Doublage (liste partielle)

### Cinéma

#### Films
- Audrey Hepburn dans :
  - Ariane (1957) : Ariane Chavasse (1er doublage)
  - Au risque de se perdre  (1959) : Gabrielle Van der Mal / sœur Luc
  - Le Vent de la plaine (1960) : Rachel Zachary
  - La Rumeur (1961) : Karen Wright
  - My Fair Lady  (1964) : Eliza Doolittle (Dialogues)
  - Voyage à deux (1967) : Joanna Wallace
  - Seule dans la nuit (1967) : Susy Hendrix
  - La Rose et la Flèche  (1976) : lady Marian
  - Always  (1989) : Hap

- Julie Andrews dans :
  - La Mélodie du bonheur (1965) : Maria Von Trapp (Dialogues)
  - Le Rideau déchiré (1966) :  le docteur Sarah Louise Sherman
  - Hawaï (1966) : Jerusha Bromley
  - Star! (1968) : Gertrude 'Gertie' Lawrence
  - Elle (1979) : Samantha Taylor
  - Duo pour une soliste (1986) : Stephanie Anderson
  - That's Life! (1986) : Gillian Fairchild

- Joanne Woodward dans :
  - Le Bruit et la Fureur (1958) : Quentin Compson
  - Les Feux de l'été  (1958) : Clara Varner
  - La Brune brûlante (1958) : Grace Oglethorpe Bannerman
  - Du haut de la terrasse (1960) : Mary St. John / Mrs. Alfred Eaton
  - La Ménagerie de verre (1987) : Amanda Wingfield
  - Le Temps de l'innocence (1993) : la narratrice

- Maggie Smith dans : 
  - Les Belles Années de miss Brodie (1969) : Jean Brodie
  - Chambre avec vue (1986) : Charlotte Bartlett
  - Nanny McPhee et le Big Bang (2010) : Madame Docherty

- Shirley MacLaine dans :
  - Tendres Passions (1983) : Aurora Greenway
  - Deux Drôles d'oiseaux (1993) : Helen Cooney
  - Étoile du soir (1996) : Aurora Greenway

- Pier Angeli dans :
  - Les Révoltées de l'Albatros (1961) : Polly
  - Sodome et Gomorrhe (1962) : Ildith

- Vanessa Redgrave dans :
  - Yanks (1979) : Helen
  - Oscar Wilde (1997) : Lady Speranza Wilde

- Jessica Tandy dans : 
  - Beignets de tomates vertes (1991) : Ninny Threadgoode
  - Un homme presque parfait (1994) : Beryl Peoples

Autres doublages :
- 1943[3] : L'Ombre d'un doute : Emma Newton (Patricia Collinge)
- 1950 :  La Porte du diable : Annie (Paula Raymond)
- 1953 : Le Sorcier du Rio Grande : Lela Wilson (Mary Sinclair)
- 1956 : Alexandre le Grand : Roxane, fille de Darius (Teresa del Rio)
- 1956 : Le Trouillard du Far West : Dolly Riley (Jackie Loughery)
- 1956 : L'Énigmatique Monsieur D : Brita Lindquist (Ingrid Thulin)
- 1956 : Symphonie inachevée : la comtesse Caroline Esterházy (Marina Vlady)
- 1957 : L'Esclave d'Orient : Aphrodite (Belinda Lee)
- 1957 : L'Arbre de vie : Nell Gaither (Eva Marie Saint)
- 1957 : Train d'enfer : Lucy (Peggy Cummins)
- 1957 : La Belle et le Corsaire : Angela (Ingeborg Schöner)
- 1957 : Les Amours d'Omar Khayyam : Yaffa (Joan Taylor)
- 1958 : Tables séparées : Sibyl Railton-Bell (Deborah Kerr)
- 1958 : Comme un torrent : Gwen French (Martha Hyer)
- 1958 : La Mouche noire : Hélène Delambre (Patricia Owens)
- 1958 : La Tour, prends garde ! : Mirabelle (Nadja Tiller)
- 1958 : Traquenard : Ginger D'Amour (Barbara Lang)
- 1959 : Mirage de la vie : Sarah Jane Johnson (Susan Kohner)
- 1959 : Les Cavaliers : Hannah Hunter (Constance Towers)
- 1959 : La Souris qui rugissait : Helen Kokintz (Jean Seberg)
- 1959 : La Grande Guerre : Costantina (Silvana Mangano)
- 1959 : Les Bateliers de la Volga : Mascha (Elsa Martinelli)
- 1959 : La Valse du gorille : Luise Keibel (Ursula Herwig)
- 1960 : David et Goliath : Michol (Giulia Rubini)
- 1960 : La Vallée des pharaons : Shila (Debra Paget)
- 1960 : Toryok, la furie des barbares : Leonora (Rossana Podestà)
- 1960 : Piège à minuit : Peggy Thompson (Natasha Parry)
- 1960 : Le Secret du Grand Canyon : Janice Kendon (Victoria Shaw)
- 1960 : Les Tartares : Helga (Liana Orfei)
- 1960 : Spartacus : Claudia (Joanna Barnes)
- 1960 : Celui par qui le scandale arrive : Elizabeth Halstead, dite Libby (Luana Patten)
- 1960 : La Ruée vers l'Ouest : Sabra Cravat (Maria Schell)
- 1961 : La Ruée des Vikings : Rama et Daya (Alice et Ellen Kessler)
- 1961 : La Nuit : Valentina Gherardini (Monica Vitti)
- 1961 : L'Arnaqueur : Sarah Packard (Piper Laurie)
- 1961 : Le Géant à la cour de Kublai Khan : princesse Lei-ling (Yoko Tani)
- 1962 : Doux oiseau de jeunesse : Heavenly Finley (Shirley Knight)
- 1962 : James Bond 007 contre Dr No : miss Taro (Zena Marshall)
- 1962 : Les Sept Gladiateurs : Aglaia (Loredana Nusciak)
- 1962 : Le Capitaine de fer : Floriana (Barbara Steele)
- 1962 : Lutte sans merci : Tracey Sherill (Dolores Dorn)
- 1962 : Citoyen de nulle part : Tamiko (France Nuyen)
- 1963 : Mercredi soir, 9 heures... : Melissa Morris (Elizabeth Montgomery)
- 1964 : Cyrano et d'Artagnan : Ninon de Lenclos (Sylva Koscina)
- 1964 : La Tulipe noire : Caroline Plantin (Virna Lisi)
- 1964 : Six Femmes pour l'assassin : la comtesse Cristina Como (Eva Bartok)
- 1964 : Prête-moi ton mari : Minerva Bissel (Dorothy Provine)
- 1964 : La Fureur des gladiateurs : Emilia (Ivy Holzer)
- 1964 : Duel à Rio Bravo : Clementine Hewitt (Carolyn Davys)
- 1964 : Le Justicier du Minnesota : Nancy (Diana Martin)
- 1964 : Pas de printemps pour Marnie : Susan Clabon (Mariette Hartley)
- 1964 : Les Premiers Hommes dans la Lune : Katherine « Kate » Callender (Martha Hyer)
- 1964 : L'Homme de Rio : l'hôtesse de l'air
- 1965 : Le Crâne maléfique : la jeune française (April Olrich)
- 1965 : Le Cher Disparu : Aimée Thanatogenous (Anjanette Comer)
- 1966 : Sept colts du tonnerre : Coralie (Ida Galli / Evelyn Stewart)
- 1966 : La Canonnière du Yang-Tsé : Shirley Eckert (Candice Bergen)
- 1966 : On a volé la Joconde : Marie-Christine Lemercier dite « Titine » (Margherita Malerba)
- 1966 : Brigade antigangs : Angèle Le Goff (Ilaria Occhini)
- 1966 : Deux Minets pour Juliette ! : Juliet Ferris / Julietta Parodi (Virna Lisi)
- 1967 : La Symphonie des héros : Annabelle (Kathryn Hays)
- 1967 : F comme Flint : Lisa Norton / Nora Benson (Jean Hale)
- 1967 : Custer, l'homme de l'Ouest : Elizabeth Custer (Mary Ure)
- 1969 : Bob et Carole et Ted et Alice : Carol Sanders (Natalie Wood)
- 1969 : Le Dernier des salauds : Isabella Carrasco (Pilar Velázquez)
- 1970 : L'Insurgé : Eleanor Bachman (Jane Alexander)
- 1971 : Le Messager : Marian - Lady Trimingham (Julie Christie)
- 1972 : Cris et Chuchotements : Agnès (Harriet Andersson)
- 1972 : Une belle tigresse : Zee Blakeley (Elizabeth Taylor)
- 1974 : Les bidasses s'en vont en guerre : la psychologue (Heidy Bohlen)
- 1975 : Zorro : tante Carmen (Adriana Asti)
- 1975 : The Premonition : Sheri Bennett (Sharon Farrell)
- 1976 : Le Grand Escogriffe : Amandine (Agostina Belli)
- 1977 : Légitime Violence : Janet (Lisa Blake Richards)
- 1977 : Jamais je ne t'ai promis un jardin de roses : la Dr Fried (Bibi Andersson)
- 1979 : Le Tambour : Agnes Matzerath (Angela Winkler)
- 1979 : Tueurs de flics : Chrissie Campbell (Priscilla Pointer)
- 1980 : Changement de saisons : Alice Bingham (K Callan)
- 1980 : Les 13 Marches de l'angoisse : Louise Elmore (Carrie Snodgress)
- 1983 : Star Wars, épisode VI : Le Retour du Jedi : Mon Mothma (Caroline Blakiston)
- 1983 : L'Éducation de Rita : Rita / Susan (Julie Walters)
- 1986 : Le Sixième Sens : Reba McClane (Joan Allen)
- 1986 : Goodnight Mother : Thelma Cates (Anne Bancroft)
- 1987 : Maurice : Mme Durham, la mère de Clive (Judy Parfitt)
- 1988 : Les Feux de la nuit : la mère de Jamie (Dianne Wiest)
- 1989 : Jacknife : Pru Buckman (Elizabeth Franz)
- 1994 : Danger immédiat : Sénateur Mayo (Hope Lange)
- 1995 : Raison et Sentiments : Madame Dashwood (Gemma Jones)
- 1999 : La Ligne verte : Elaine Connelly (Eve Brent)
- 2000 : Saving Grace : Grace (Brenda Blethyn)

#### Documentaires
- 1958 : La Création du monde d'Eduard Hofman : la narratrice
- 1963 : Les Animaux de Frédéric Rossif : la narratrice
- 1974 : Michelet de Jean Vigne : la narratrice

### Télévision

#### Téléfilm
- 1985 : Meurtre au crépuscule : Daisy Daws (Elizabeth Montgomery)
- 2001 : Drôles de retrouvailles : Piper Grayson (Debbie Reynolds)

#### Séries télévisées
- 1967-1972 : Ma sorcière bien-aimée : Samantha Stephens / Serena (Elizabeth Montgomery)
- 1967 : Chapeau melon et bottes de cuir : Ola Monsey-Chamberlain (Sally Nesbitt)
- 1972 : Columbo (épisode Symphonie en noir) : Jenifer Welles (Anjanette Comer)
- 1976 : Columbo (épisode Meurtre à l'ancienne) : Ruth Lytton (Joyce Van Patten)
- 1979 : Columbo (épisode Les surdoués) : Vivian Brandt (Samantha Eggar)
- 1987 : Clair de lune (saisons 3 et 4) : Virginia Hayes (Eva Marie Saint)

#### Séries animées
- She-Ra, la princesse du pouvoir : She-Ra

### Autres
- Raconte-moi des histoires, série d'histoires  pour enfants sur cassettes audio :
  - Hansel et Gretel, Simon et le Canal (cassette no 3)
  - Le Corbeau et le Renard, Raiponce (cassette no 5)
  - Le Joueur de flûte de Hamelin (cassette no 9) 1983
  - Le Cheval enchanté (cassette no 10)
  - Heidi (cassette no 18)
  - Heidi à la montagne (cassette no 19)
  - Heidi en ville (cassette no 20)
  - Heidi trouve le bonheur (cassette no 21)
  - Les cygnes sauvages (cassette no 22)
  - Henri Vatapari et son chat (cassette de Noël no 2)
  - Les jouets délaissés, La neige (cassette de Noël no 3)

## Distinctions

### Récompenses
- Trophée Béatrix-Dussane 1978 pour Les Folies du samedi soir
- Molières 2004 : Molière de la comédienne dans un second rôle pour L’Inscription
- Prix Reconnaissance des cinéphiles décerné en 2007 par l'association « Souvenance de Cinéphiles » pour l'ensemble de sa carrière

### Nominations
- Molières 1989 : Molière de la comédienne dans un second rôle pour Une absence
- Molières 1990 : Molière de la comédienne dans un second rôle pour La Traversée de l'hiver